# Diecéze brněnská
Diecéze brněnská (latinsky Dioecesis Brunensis) je římskokatolická diecéze v Česku v rámci moravské církevní provincie. Sídlem biskupa je město Brno, katedrálou brněnská katedrála svatého Petra a Pavla. Současným, čtrnáctým diecézním biskupem je od roku 2022 Pavel Konzbul, emeritním biskupem je Vojtěch Cikrle.
Rozkládá se na většině území Jihomoravského kraje, části Kraje Vysočina a několika farnostmi zasahuje i do Jihočeského, Pardubického a Olomouckého kraje. Nachází se na jihu historické země Moravy, přičemž okrajově zasahuje také do Čech. V diecézi byly zřízeny dvě kapituly (v Brně a v Mikulově), působí zde 16 mužských a 24 ženských řádů a kongregací, nachází se zde 61 poutních míst (z toho je 33 zasvěceno Panně Marii).
Brněnská diecéze byla založena 5. prosince 1777 vyčleněním z olomoucké diecéze, která byla zároveň povýšena na arcidiecézi. Prvním brněnským diecézním biskupem se stal Matyáš František Chorinský z Ledské. Hlavními patrony diecéze jsou apoštolové sv. Petr a Pavel.

## Znak a vlajka

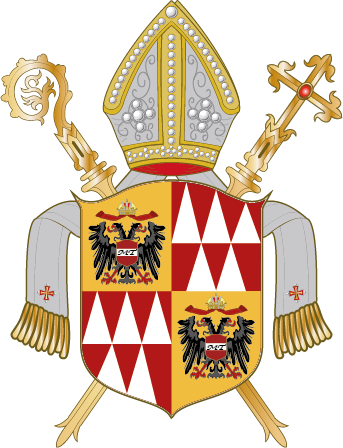
Znak brněnské diecéze, užívaný od jejího založení v roce 1777 do roku 1946

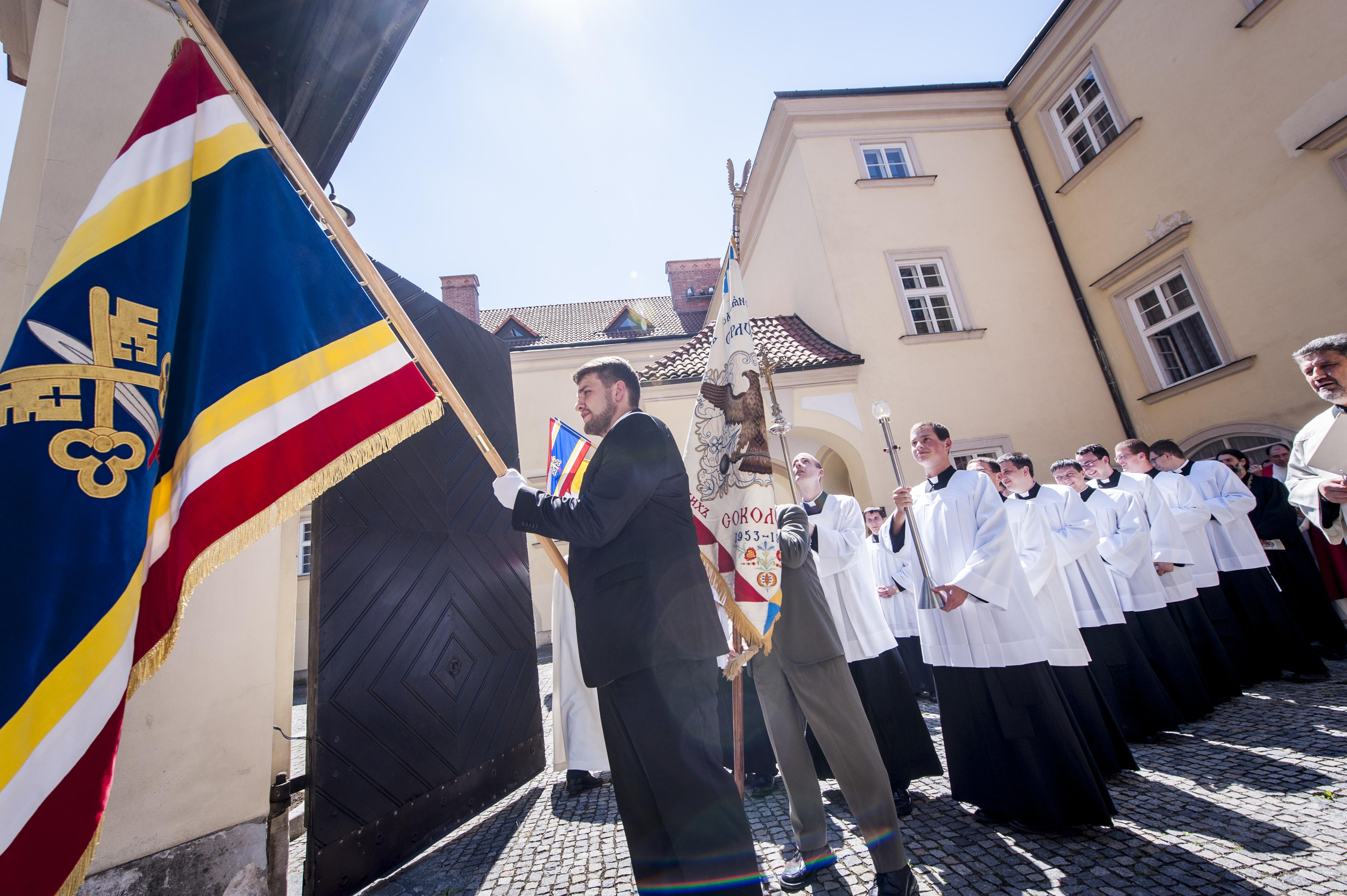
Diecézní vlajka v čele průvodu na biskupském svěcení Pavla Konzbula

Původní znak diecéze, používaný v letech 1777–1946, byl tvořen čtvrceným štítem, který obsahoval v prvním a čtvrtém poli císařského orla s rakouským štítkem na hrudi s písmeny MT (připomínka Marie Terezie, zakladatelky diecéze), ve druhém a třetím poli pět kuželů (připomínka olomoucké diecéze, ze které byla brněnská vyčleněna). Současný znak diecéze pochází z roku 1946, kdy první a čtvrté pole svého biskupského znaku prohlásil Karel Skoupý za znak diecéze. Je jím černý štít se zlatými vztyčenými zkříženými klíči, podloženými vztyčeným stříbrným mečem s červeným jílcem a záštitou. Znak odkazuje na patrocinium brněnské katedrály, tedy svatého Petra a svatého Pavla.
Vlajka diecéze pochází z roku 2006, autorem jejího návrhu je Zděnek Velebný z Ústí nad Orlicí. Zlaté zkřížené klíče a stříbrný meč vyskytující se i ve znaku jsou umístěny v modrém vodorovném středním pruhu, který je odkazem na mariánskou tradici. Nad a pod ním jsou směrem od středu umístěny vodorovné pruhy barev žluté, bílé a červené (poslední o dvojnásobné výšce), což je odkaz na barvy Moravy (červená a žlutá) a Brna (červená a bílá). Vodorovné dělení listu je v poměru 2:1:1:9:1:1:2.

## Historie
Kolem roku 1768 byly nastoleny úvahy o možném vzniku nového církevního dělení, v roce 1773 byla ustavena komise, která měla vypracovat návrh na nové rozdělení území Moravy a Rakouského Slezska na tři diecéze, které by měly sídlit v Brně, Opavě a Olomouci, přičemž olomoucké biskupství se mělo stát arcibiskupstvím. Dekret o jeho vzniku byl vydán dne 24. května 1777, tedy po smrti biskupa Maxmiliána z Hamiltonu, který byl velice vlivným a těžce se smiřoval s novým rozdělením. Brněnská diecéze byla založena na žádost Marie Terezie bulou Suprema dispositione papeže Pia VI. 5. prosince 1777 vyčleněním z olomoucké diecéze, která byla zároveň povýšena na arcidiecézi. Nově zřízená brněnská diecéze čítala 151 farností rozdělených do 18 děkanství. Spadalo pod ni území na jihozápadní Moravě, které tvořila část Brněnského kraje, většina Znojemského kraje a celý Jihlavský kraj. V císařském nařízení z roku 1782 je uvedeno, že do území brněnského biskupství spadá Brněnský, Znojemský a Jihlavský kraj, na celé toto území byla brněnská diecéze rozšířena v roce 1783. I později probíhaly menší územní změny. K nejvýznamnější došlo roku 1863, kdy brněnské biskupství vyměnilo s olomouckým arcibiskupstvím vyškovské děkanství za boskovické děkanství.
V roce 1807 byl založen v Brně kněžský alumnát, který byl zrušen roku 1950.
Po Mnichovské dohodě a odstoupení pohraničí byl biskupským dekretem Msgre. Josefa Kupky (uveřejněném v Acta curiae eposcopalis Brunensis pod č. 1152) generálním vikářem odtržené části brněnské diecéze dne 16. listopadu 1938 ustanoven probošt mikulovské kapituly Mons. Franz Linke, který spravoval 104 farností. Biskupský generální vikariát se sídlem v Mikulově zahrnoval arcikněžství Mikulov s děkanáty Hustopeče-Drnholec, Hrádek, Mikulov a Olbramovice a arcikněžství Znojmo s vikariáty Vranov nad Dyjí, Hostěradice, Slavonice a Znojmo. S biskupským generálním vikariátem sousedily děkanáty Telč, Dačice, Jemnice, Jevišovice, Horní Dunajovice, Ivančice, Dolní Kounice, Modřice, Židlochovice, Klobouky, Velké Pavlovice a Podivín. Po náhlé smrti Franze Linkeho byl provizorním správcem ustanoven Johann Zabel. Od konce května 1945 přebírala správu brněnská kapitulární konzistoř a od 1. ledna 1946 byl zrušen generální vikariát v Mikulově.
K 1. srpnu 1945 byly územní změny v rámci brněnské diecéze, provedené na podzim 1938, zrušeny a členění diecéze se vrátilo do stavu před začátkem října 1938. Diecéze se tak členila na dvě arcijáhenství (brněnské a jihlavsko-znojemské), sedm arcikněžství (v arcijáhenství brněnském Brno, Boskovice, Mikulov, Slavkov; v arcijáhenství jihlavsko-znojemském Jaroměřice, Jihlava, Znojmo) a 40 děkanství. K 1. lednu 1952 zavedl biskup Karel Skoupý rozdělení na dvě arcijáhenství, sedm arcikněžství (Brno, Boskovice, Mikulov, Slavkov, Moravské Budějovice, Jihlava, Znojmo) a 36 děkanství. Další úprava proběhla k 1. dubnu 1961, kdy kapitulní vikář Josef Kratochvíl upravil členění diecéze na dvě arcijáhenství, sedm arcikněžství a 37 děkanství. Toto dělení vydrželo tři dekády. K 1. srpnu 1993 biskup Vojtěch Cikrle zřídil deset vikariátů jakožto nových vyšších celků nad stávajícími děkanstvími, čímž zaniklo členění na arcijáhenství a arcikněžství (tyto vyšší celky již nebyly nějakou dobu využívány). Komplexní reformu členění diecéze provedl Cikrle k 1. červenci 1999, kdy zrušil vikariáty i původních 37 děkanství, a místo nich zřídil 20 nových děkanství.
V roce 2000 zřídil biskup Cikrle Vojenský vikariát České republiky s celorepublikovou působností, který byl organizační součástí brněnské diecéze. Později (po roce 2008) bylo sídlo vikariátu přesunuto do Prahy.

## Členění
Brněnská diecéze je tvořena 20 děkanstvími a 445 farnostmi. Jedna farnost, Brno-dóm, je exemptní, tedy není začleněna do žádného děkanství. K 1. listopadu 2024 bylo 195 farností obsazených a 250 spravovaných excurrendo.

### Děkanství
- blanenské
- boskovické
- brněnské
- břeclavské
- hodonínské
- hustopečské
- jihlavské
- mikulovské
- moravskobudějovické
- moravskokrumlovské
- rosické
- slavkovské
- šlapanické
- telčské
- tišnovské
- třebíčské
- velkomeziříčské
- vranovské
- znojemské
- žďárské

### Nové a rušené farnosti
Od poloviny 20. století proběhly v rámci brněnské diecéze tyto změny v uspořádání farností:
- K 30. červnu 1978 byla zrušena farnost Mušov.
- K 1. lednu 2000 vznikla farnost Brno-Žabovřesky.
- K 1. lednu 2001 vznikla farnost Blažovice.
- K 1. lednu 2005 vznikla farnost Brno-Lesná.
- K 1. lednu 2006 byly zrušeny farnosti Cvrčovice, Přítluky a Rousínovec.
- K 14. únoru 2007 byla zrušena farnost Krásné.
- K 1. lednu 2013 byly z českobudějovické diecéze přičleněny do brněnské diecéze farnosti Dolní Cerekev a Vyskytná nad Jihlavou (obě ležící převážně v Čechách).
- K 30. červnu 2016 byla zrušena farnost Račice.
- K 1. lednu 2021 vznikla farnost Brno-Nová Líšeň.
- K 31. prosinci 2024 byly zrušeny farnosti Dobré Pole, Jevišovka, Klentnice, Milovice u Mikulova, Nový Přerov a Rostěnice.

## Přehled duchovních úkonů
| úkony                 | 1995  | 2000  | 2011   | 2014  | 2016  | 2017  | 2018  |
| --------------------- | ----- | ----- | ------ | ----- | ----- | ----- | ----- |
| Křty                  | 7 325 | 5 828 | 4 947  | 4 681 | 4 809 | 4 525 | 4 793 |
| Biřmování             | 2 829 | 2 105 | 1 547  | 912   | 1 002 | 1 319 | 934   |
| První svaté přijímání | -     | 4 492 | 2 236  | 2 293 | 2 279 | 2 185 | 2 376 |
| Sňatky                | -     | 1 827 | 1 269  | 1 276 | 1 432 | 1 370 | 1 271 |
| Pomazání nemocných    | -     | -     | 20 237 | -     | -     | -     | -     |
| Pohřby                | -     | 6 857 | 4 890  | 4 811 | 4 494 | 4 610 | 4 696 |

### Statistiky
V roce 2018 bylo v diecézi 547 300 pokřtěných osob z celkového počtu 1 389 300 obyvatel, což představuje 39,4 %.
| rok  | populace  | populace  | populace | kněží  | kněží    | kněží   | kněží      | trvalí jáhnové | řeholníci | řeholníci | farnosti |
| rok  | pokřtění  | celkem    | %        | celkem | diecézní | řeholní | počet křtů | trvalí jáhnové | muži      | ženy      | farnosti |
| ---- | --------- | --------- | -------- | ------ | -------- | ------- | ---------- | -------------- | --------- | --------- | -------- |
| 1949 | 1 050 000 | 1 150 000 | 91,3     | 814    | 680      | 134     |            |                | 219       | 913       | 450      |
| 1970 | 981 360   | 1 257 000 | 78,1     | 642    | 525      | 117     |            |                | 117       | 784       | 451      |
| 1980 | 980 000   | 1 260 000 | 77,8     | 464    | 464      |         |            |                |           |           | 450      |
| 1990 | 900 000   | 1 280 000 | 70,3     | 359    | 306      | 53      |            |                | 64        | 380       | 450      |
| 1999 | 750 000   | 1 400 000 | 53,6     | 385    | 290      | 95      |            | 28             | 132       | 474       | 450      |
| 2000 | 750 000   | 1 400 000 | 53,6     | 396    | 296      | 100     | 5 828      | 28             | 129       | 482       | 450      |
| 2001 | 750 000   | 1 400 000 | 53,6     | 402    | 307      | 95      |            | 29             | 125       | 468       | 451      |
| 2002 | 750 000   | 1 400 000 | 53,6     | 400    | 305      | 95      |            | 29             | 121       | 456       | 452      |
| 2003 | 533 000   | 1 354 000 | 39,4     | 409    | 307      | 102     |            | 32             | 131       | 452       | 452      |
| 2004 | 533 000   | 1 354 000 | 39,4     | 408    | 303      | 105     |            | 32             | 132       | 449       | 452      |
| 2006 | 533 000   | 1 354 000 | 39,4     | 400    | 297      | 103     |            | 31             | 135       | 436       | 453      |
| 2012 | 535 500   | 1 360 000 | 39,4     | 358    | 264      | 94      |            | 40             | 115       | 289       | 449      |
| 2015 | 546 000   | 1 387 000 | 39,4     | 347    | 256      | 91      | 4 716      | 44             | 111       | 243       | 451      |
| 2018 | 547 300   | 1 389 300 | 39,4     | 336    | 253      | 83      | 4 793      | 47             | 101       | 218       | 450      |

## Osobnosti
- sb. Jan Bula
- Felix Maria Davídek
- Prokop Diviš
- Stanislav Drobný
- Beda František Dudík
- ct. Marie Vojtěcha Hasmandová
- sv. Klement Maria Hofbauer
- Leoš Janáček
- Vojtěch Jílek
- bl. Marie Restituta Kafková
- Jiří Josef Kamel
- sv. Jan Kapistránský
- Pavel Křížkovský
- Cyril Martinek
- Řehoř Jan Mendel
- Zdeněk Rotrekl
- Jan Blažej Santini-Aichel
- sv. Jan Sarkander
- ct. Antonín Cyril Stojan
- ct. Martin Středa
- František Sušil
- sb. Tomáš Týn
- Jan Zahradníček
- sv. Zdislava z Lemberka

## Galerie

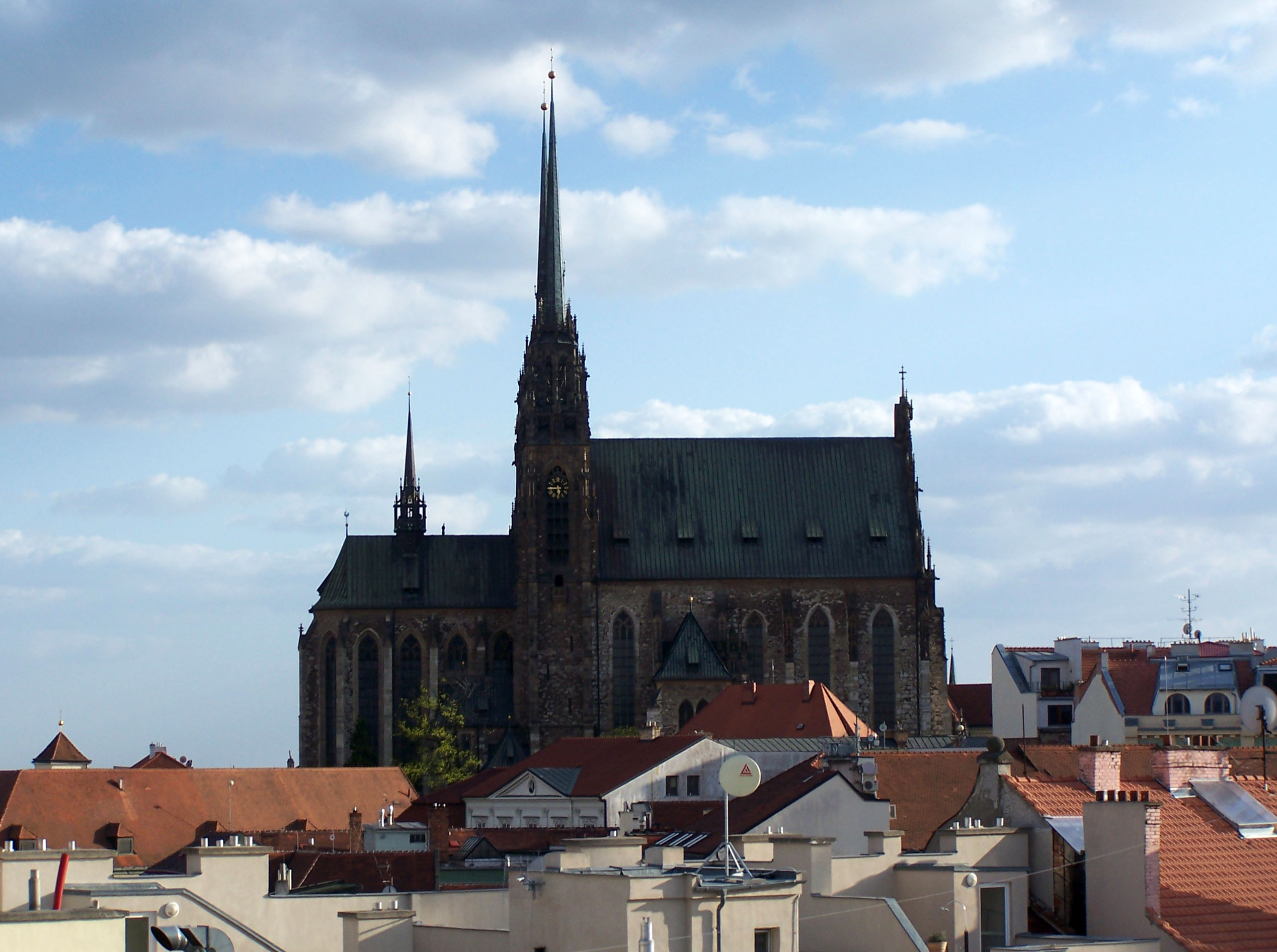
Brno, katedrála sv. Petra a Pavla
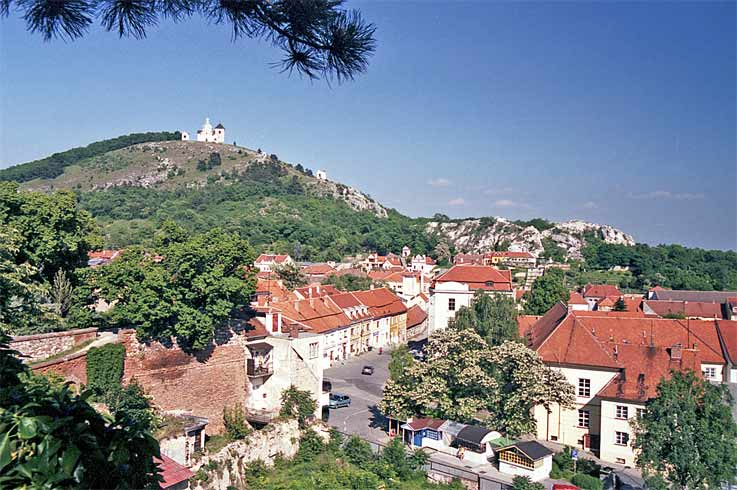
Mikulov, sídlo kapituly a poutní místo Svatý kopeček s kaplí svatého Šebestiána
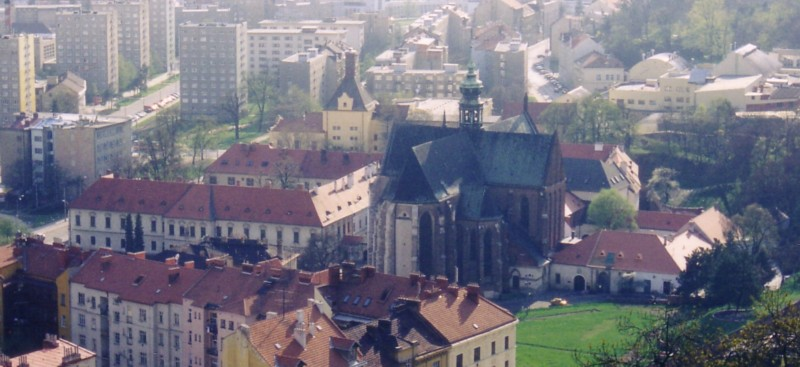
Brno-Staré Brno, augustiniánské opatství s bazilikou Nanebevzetí Panny Marie
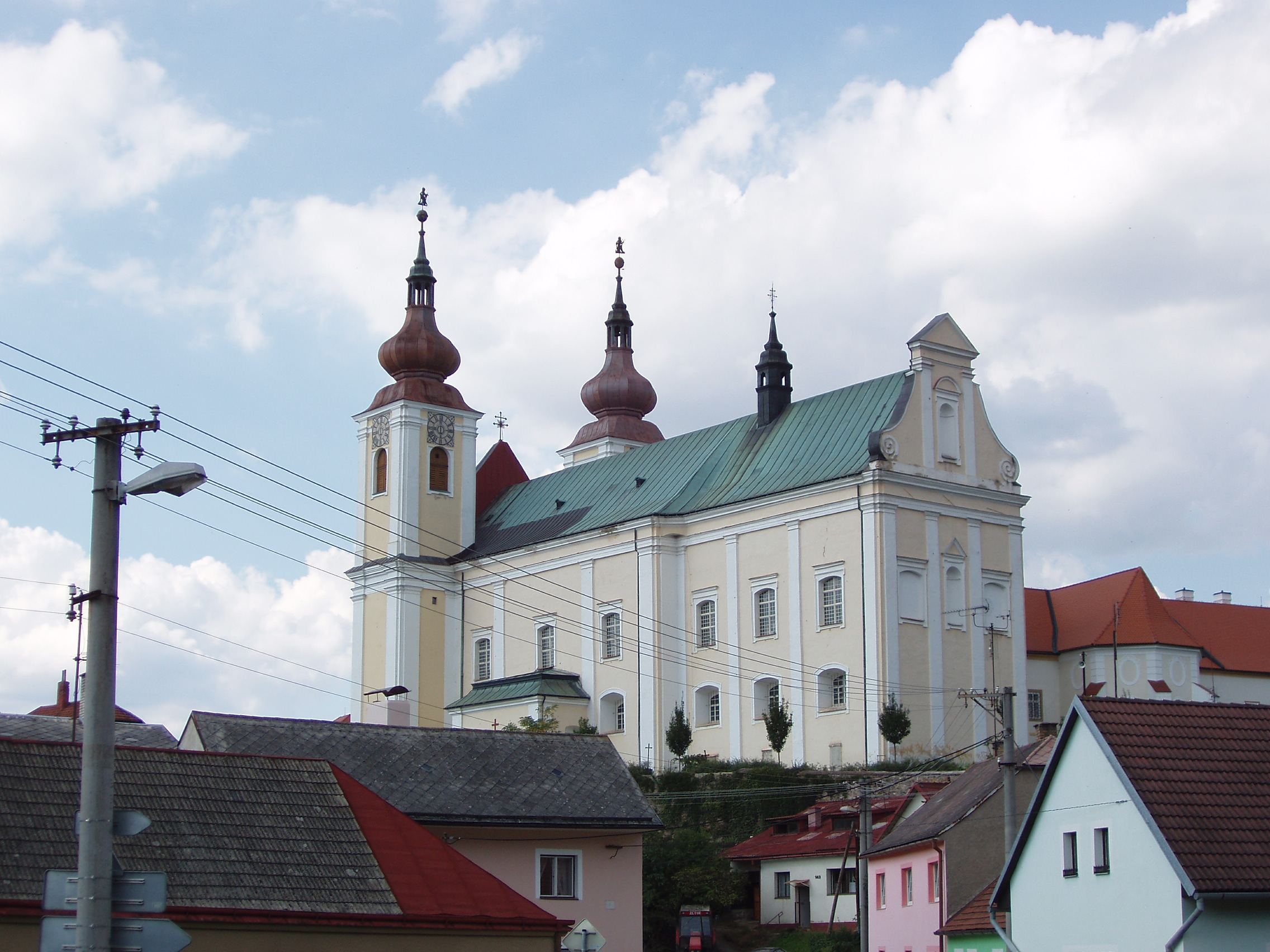
Nová Říše, premonstrátský klášter s kostelem svatého Petra a Pavla
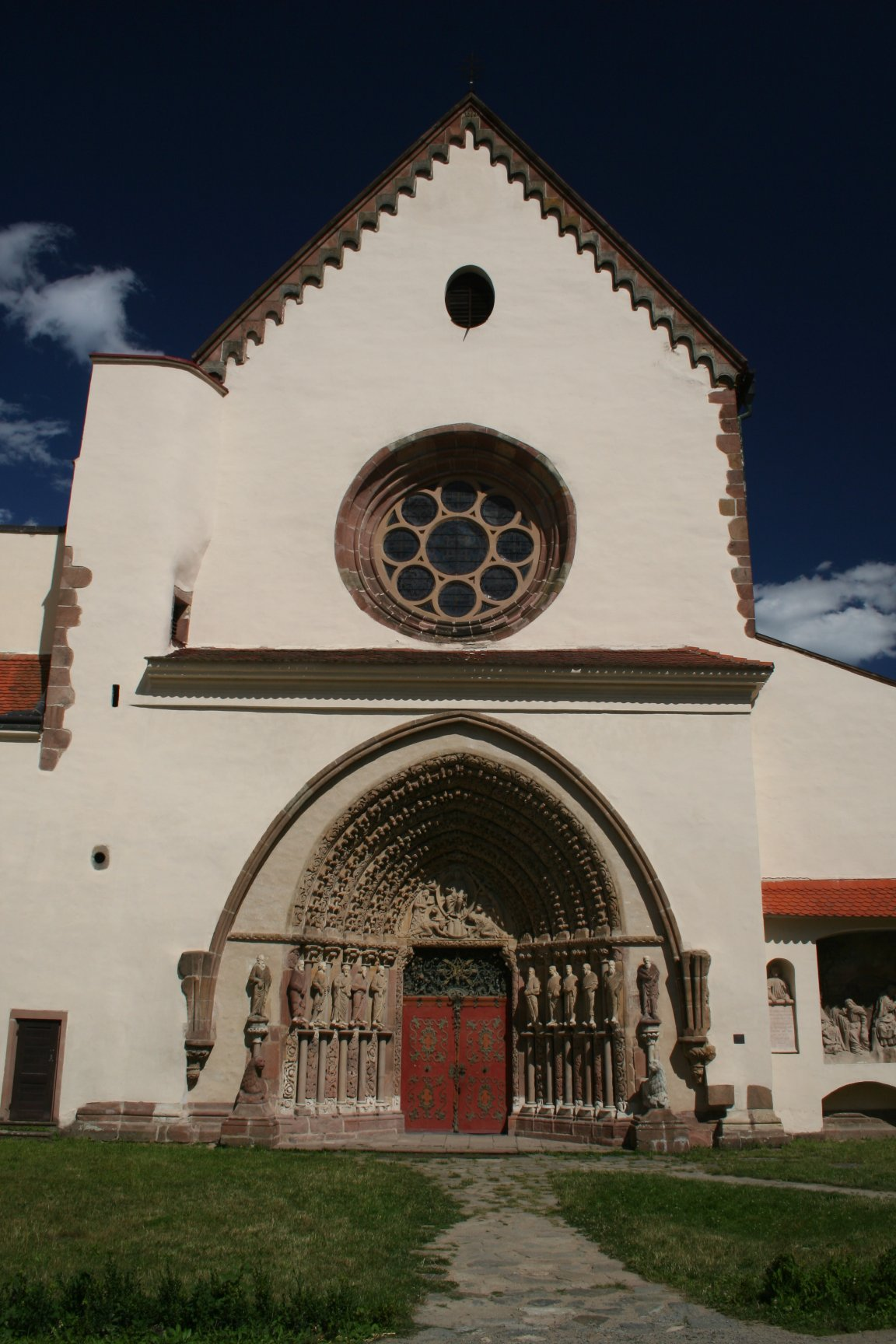
Předklášteří, cisterciácký klášter Porta Coeli s kostelem Nanebevzetí Panny Marie
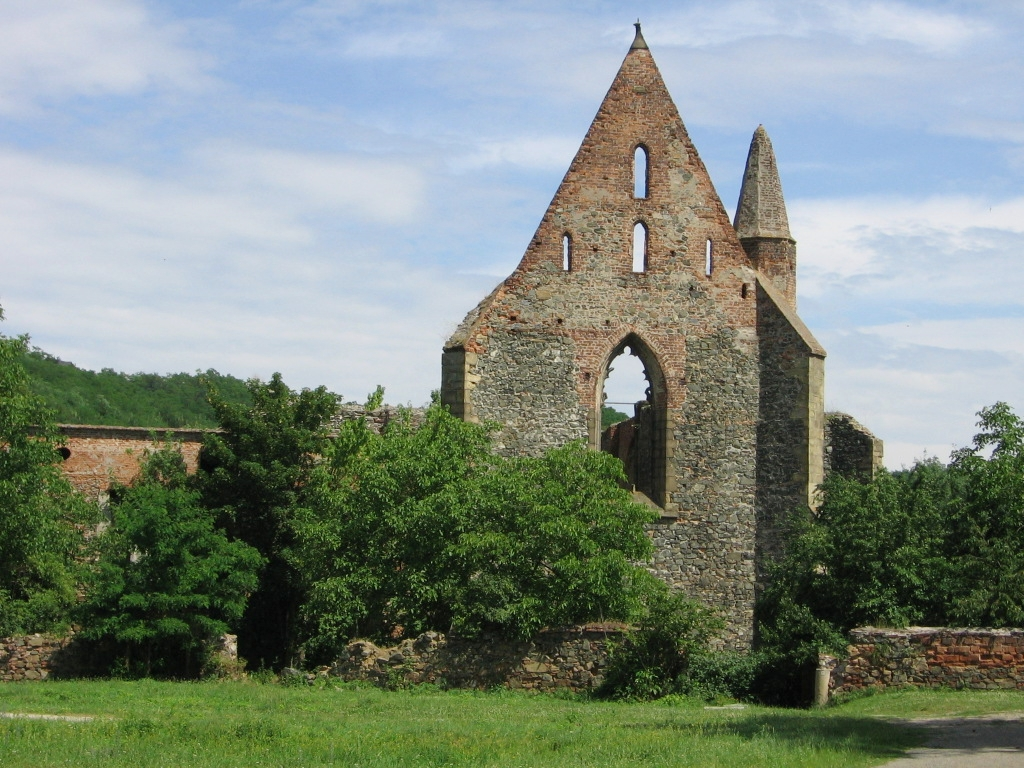
Dolní Kounice, torzo kláštera Rosa coeli
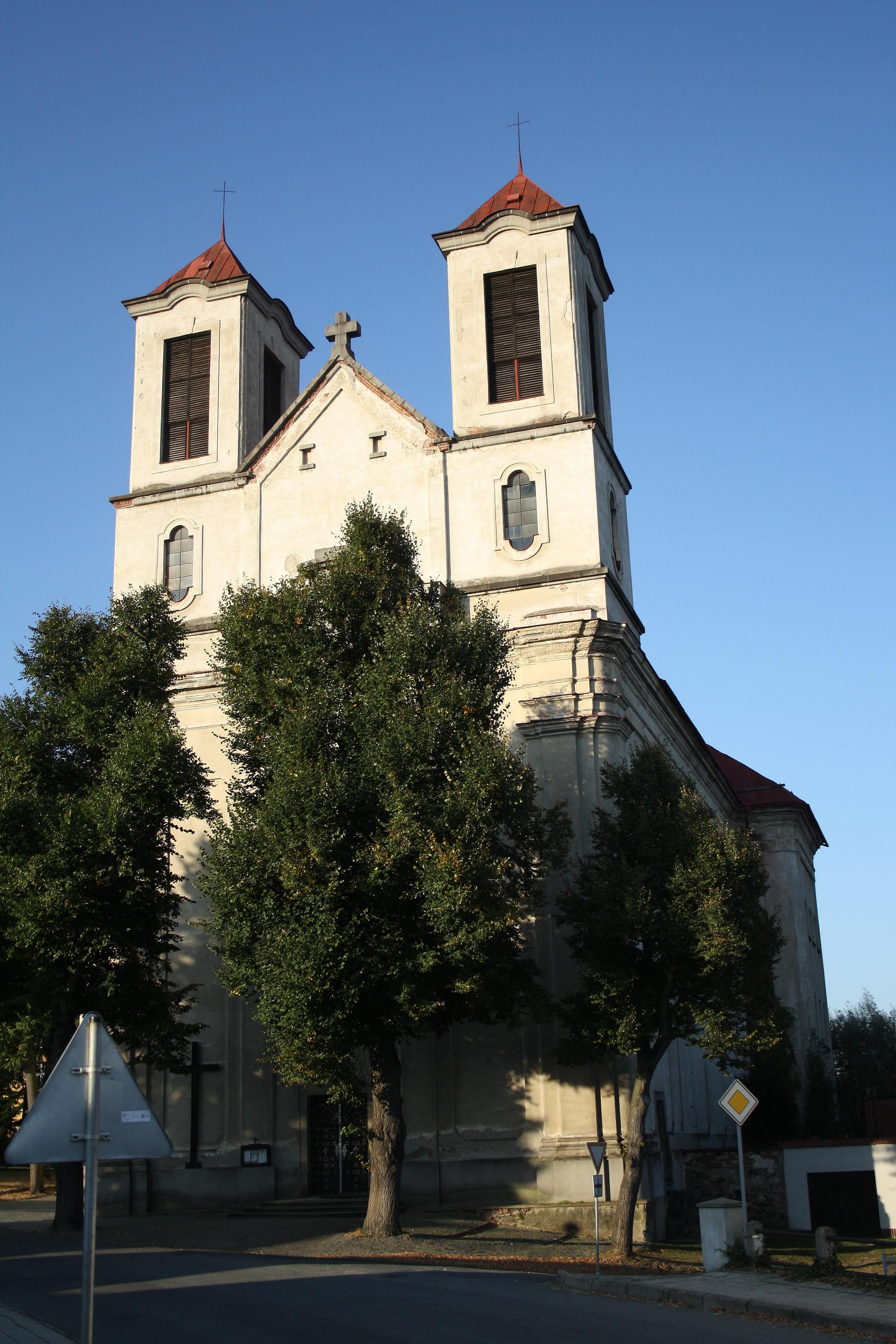
Poutní kostel Narození Panny Marie v Přibyslavicích
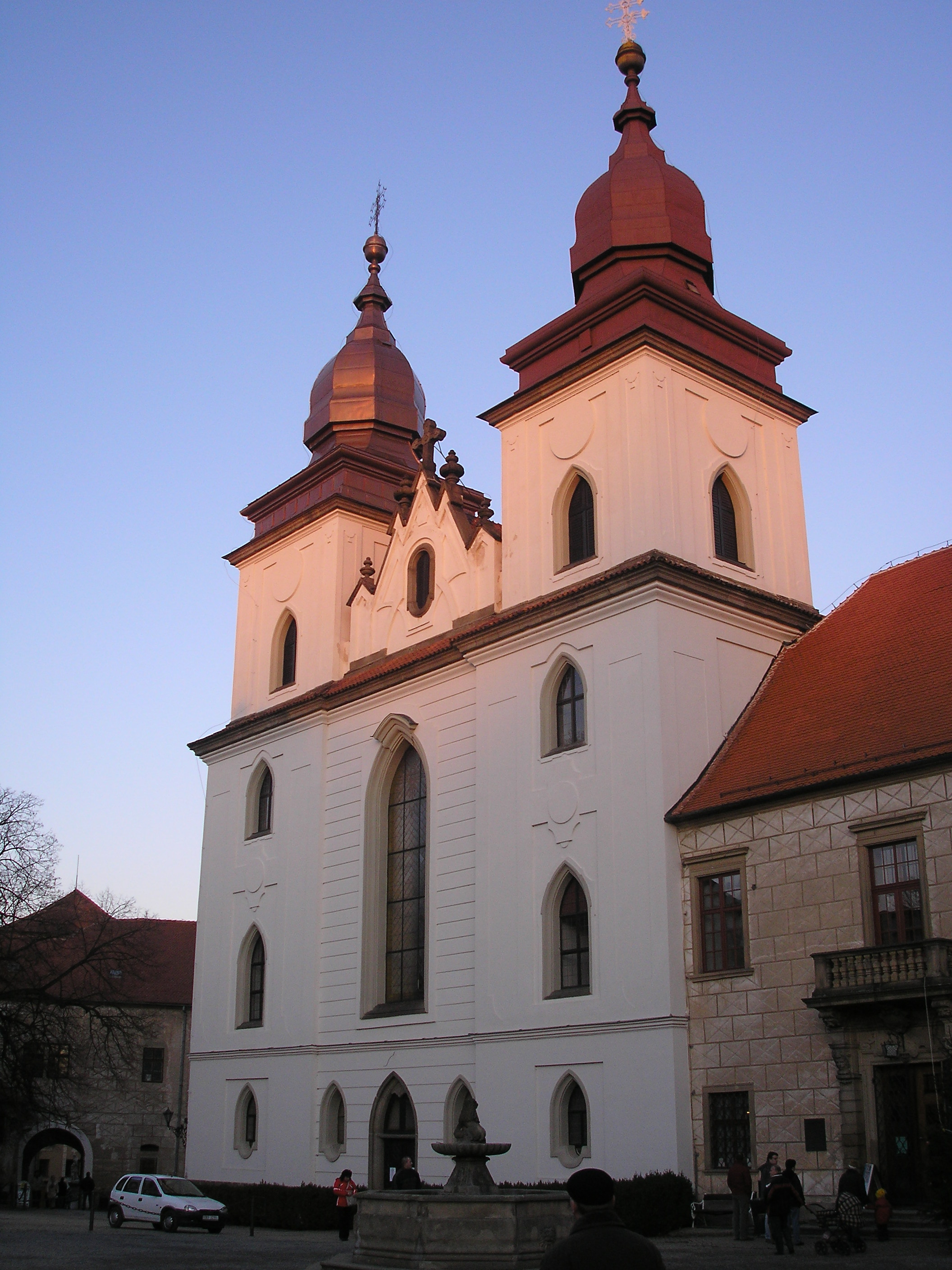
Třebíč, bazilika sv. Prokopa (UNESCO)
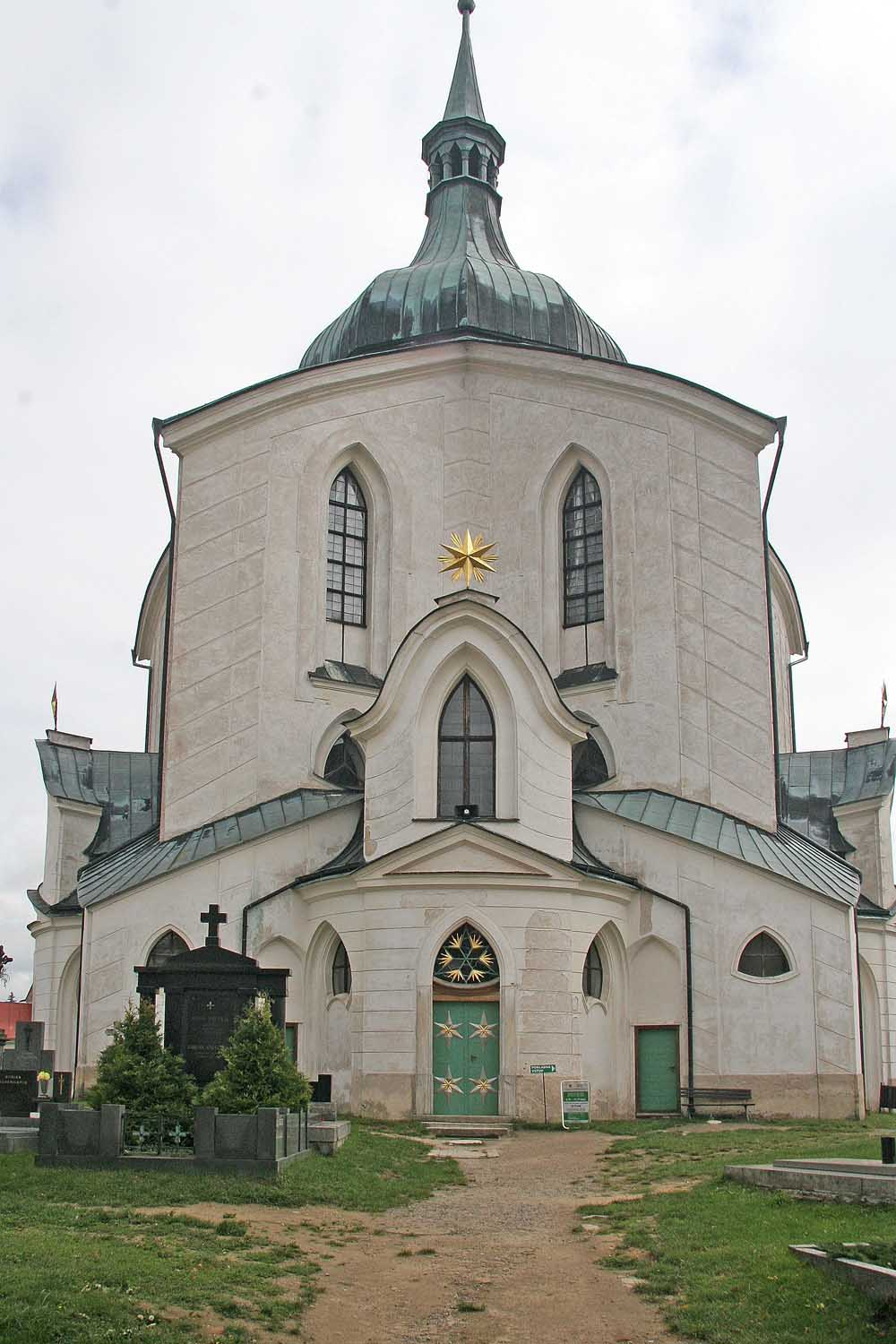
Zelená hora u Žďáru nad Sázavou, kostel sv. Jana Nepomuckého (UNESCO)
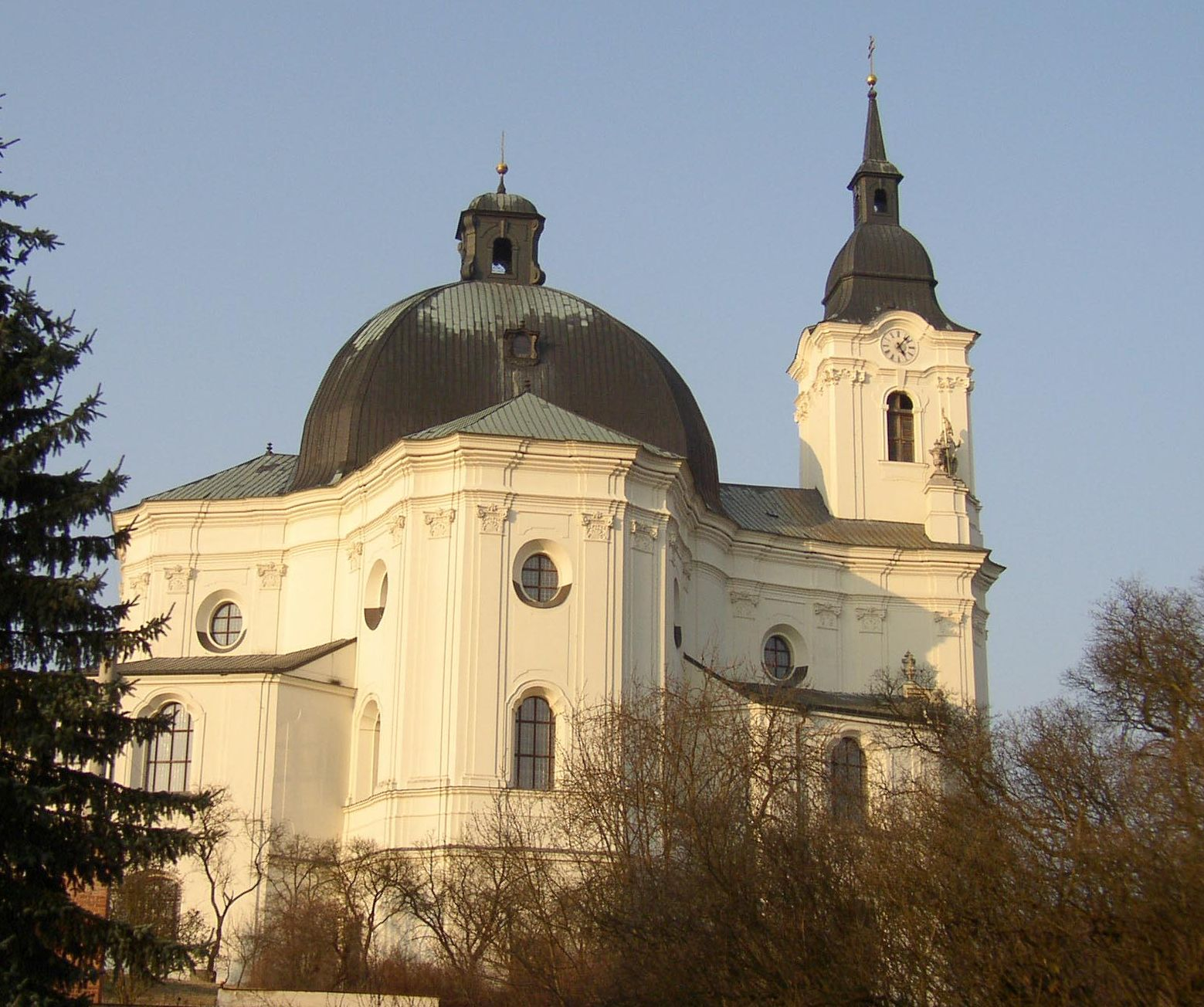
Křtiny, kostel Jména Panny Marie
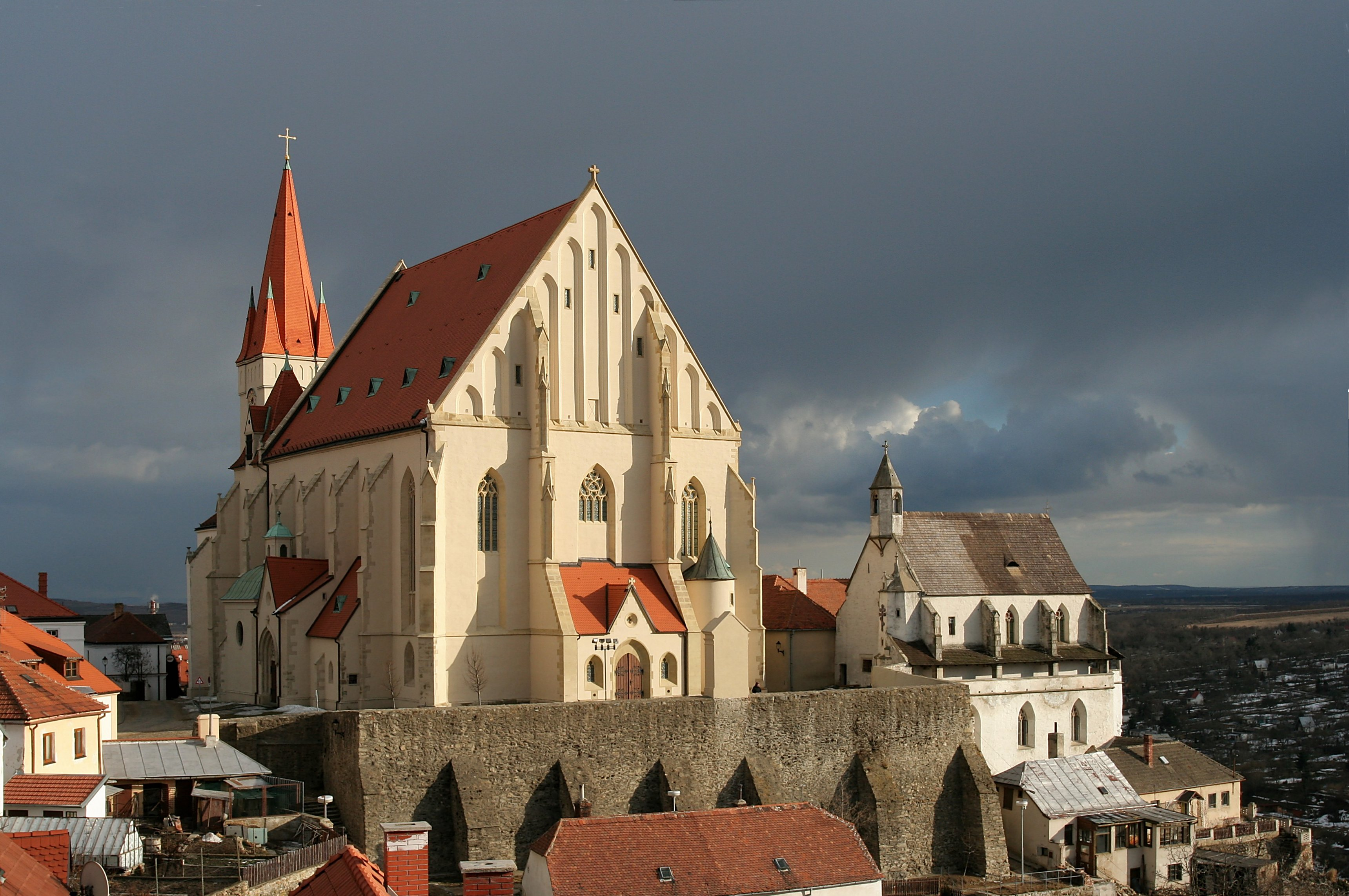
Znojmo, kostel sv. Mikuláše
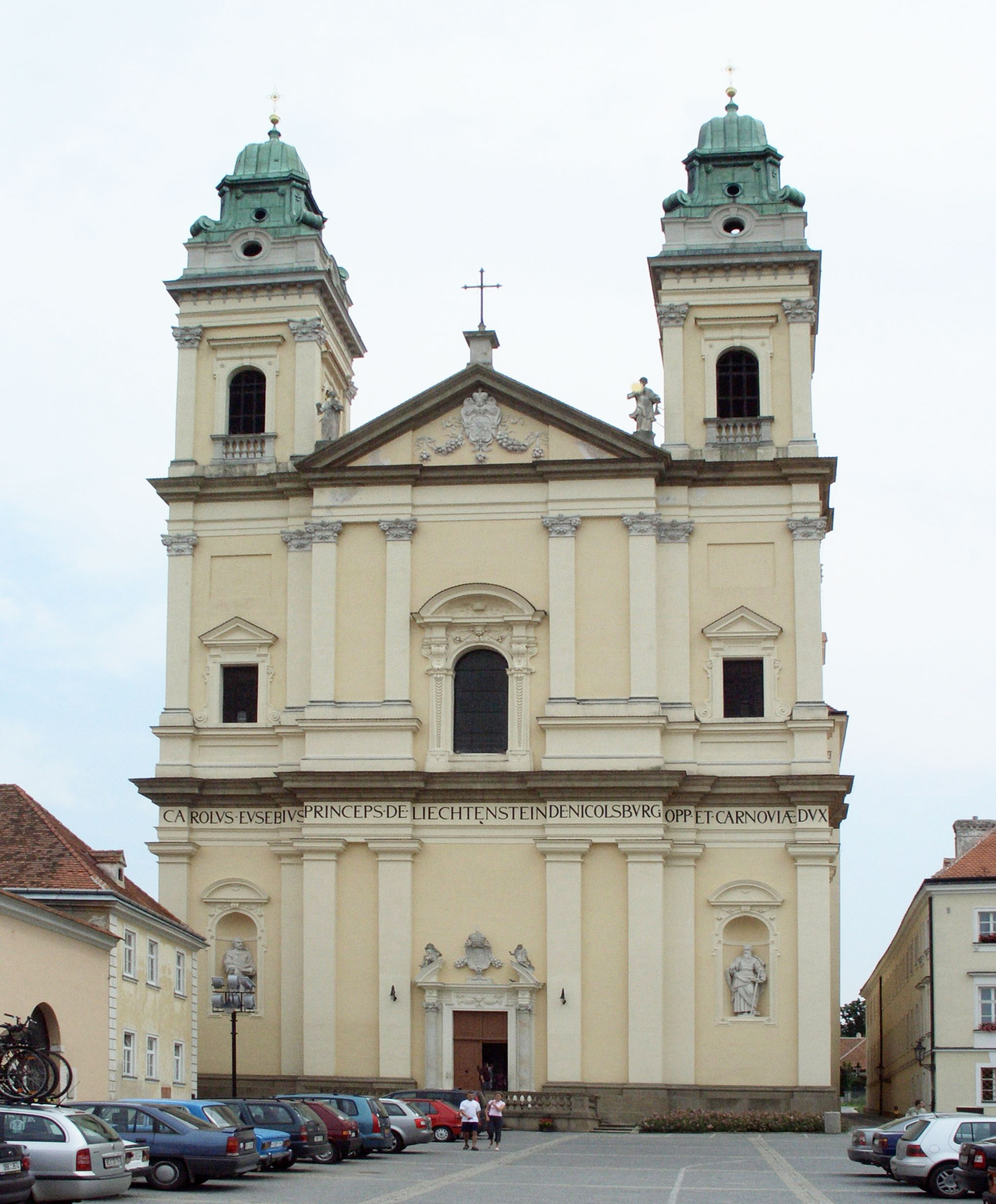
Valtice, kostel Nanebevzetí Panny Marie
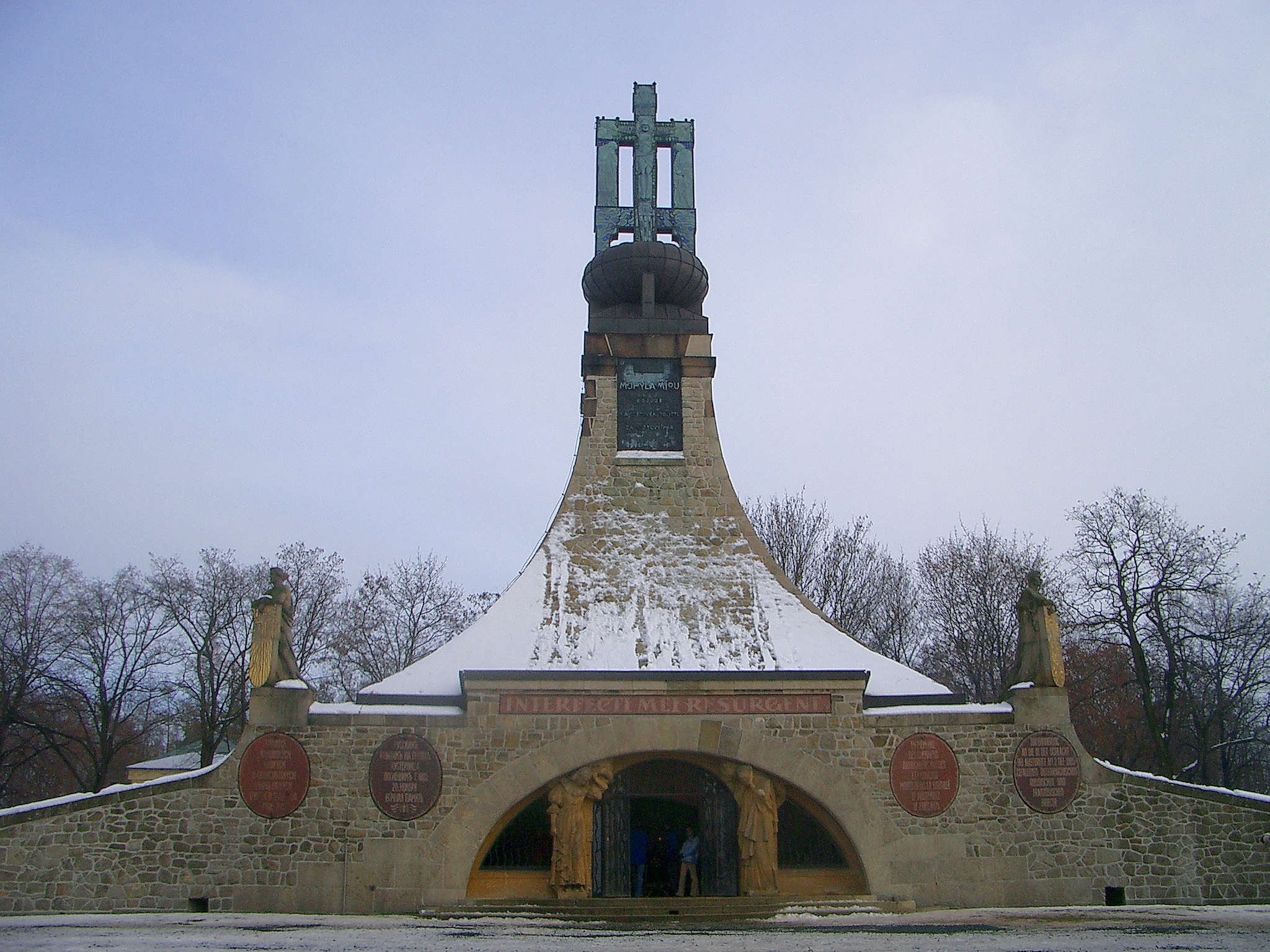
Mohyla míru u Slavkova s kaplí uvnitř
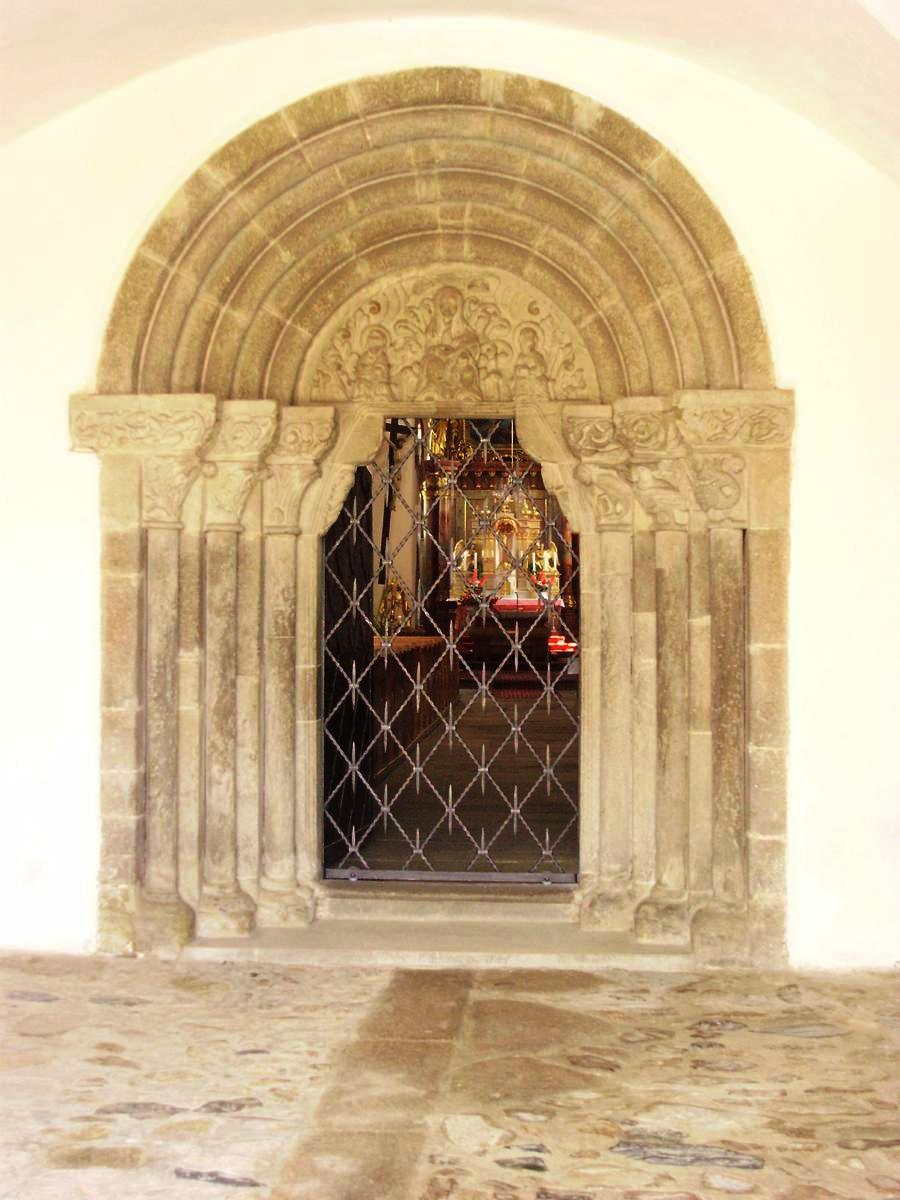
Románský portál kostela sv. Jana Křtitele v Měříně
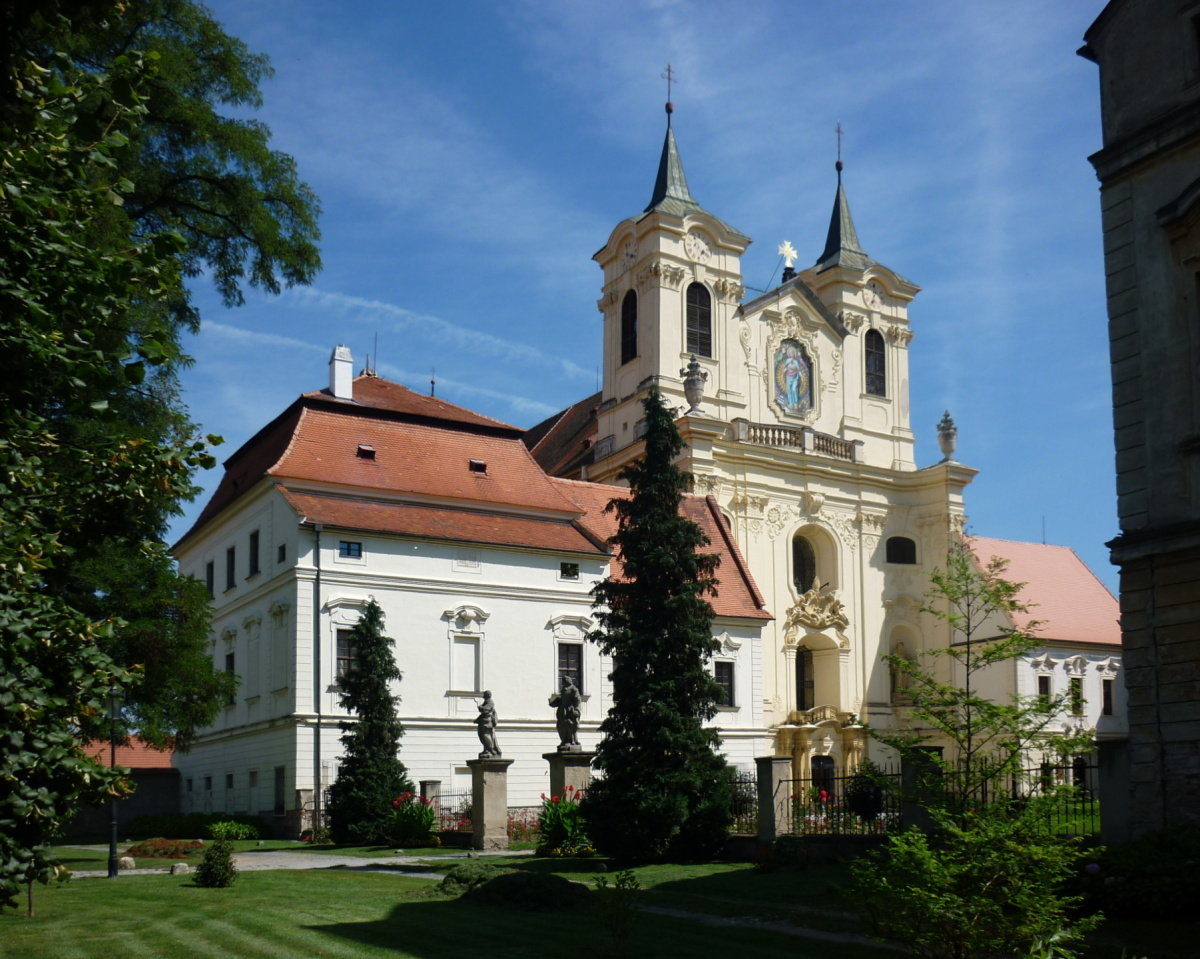
Benediktinský klášter v Rajhradě u Brna, nejstarší klášter na Moravě
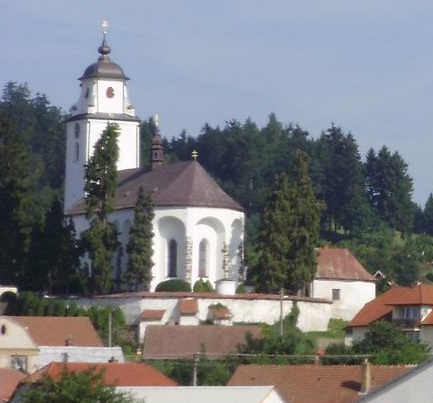
Poutní kostel Nanebevzetí Panny Marie v Netíně u Velkého Meziříčí
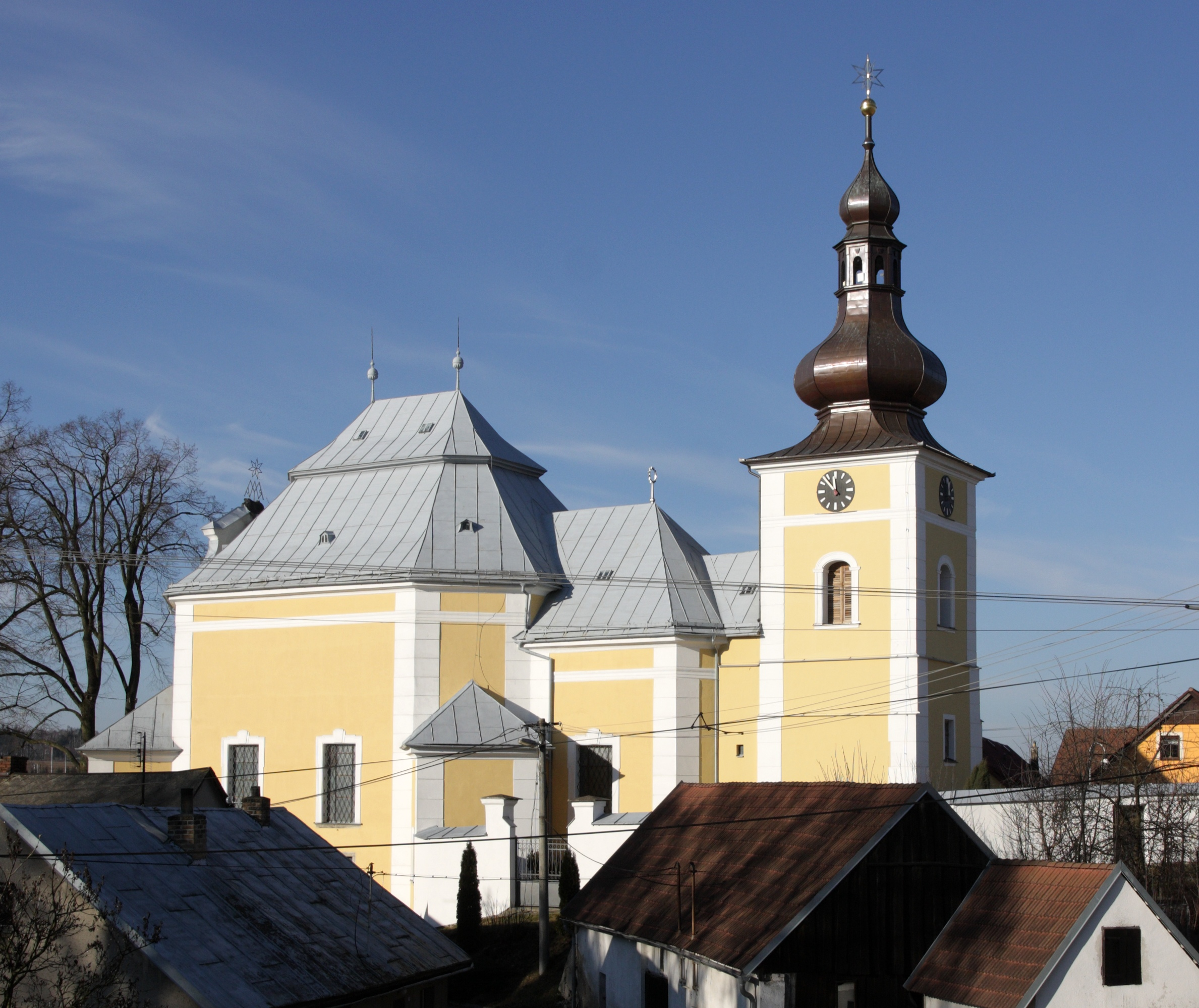
Poutní kostel Navštívení Panny Marie v Obyčtově
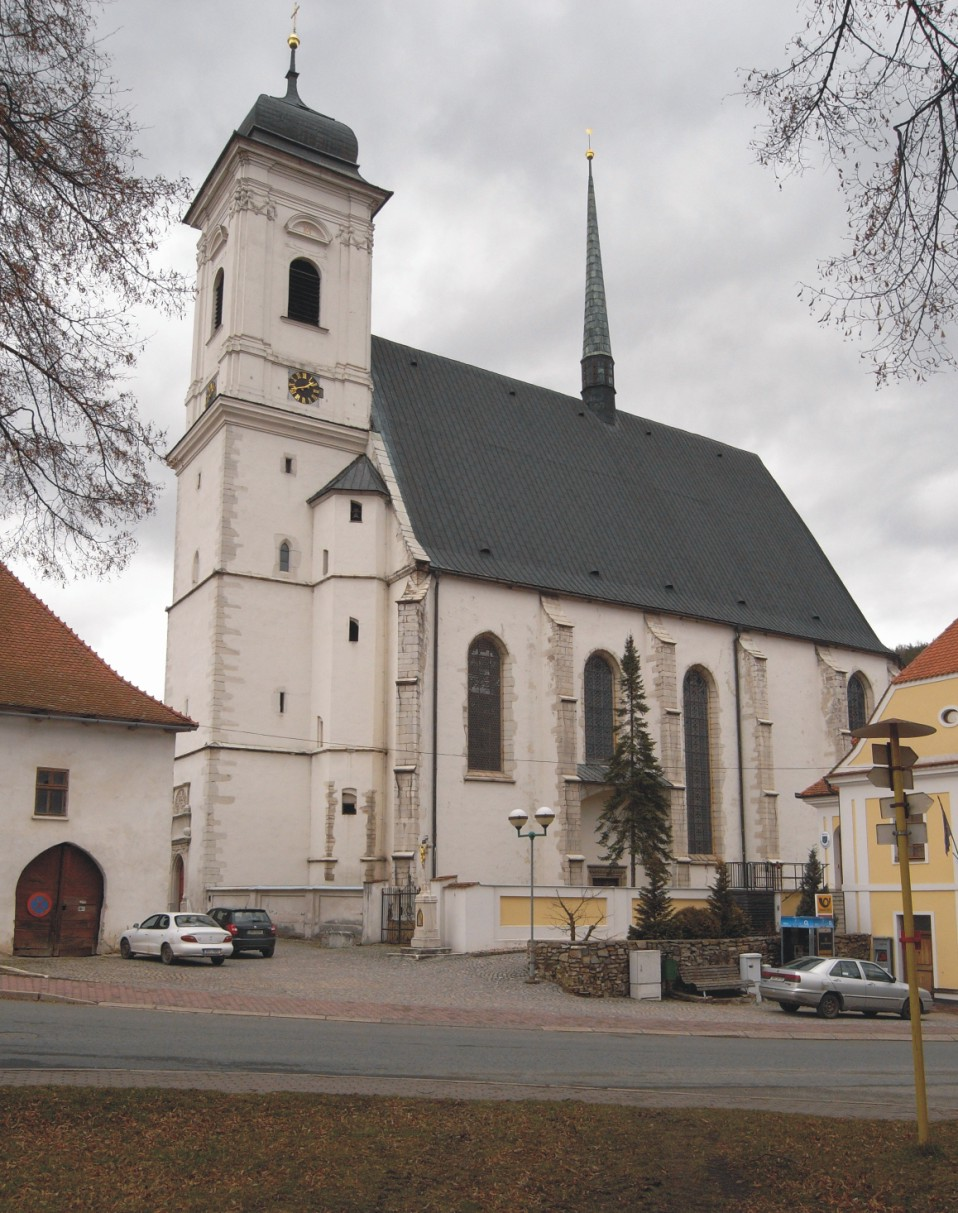
Farní kostel Povýšení sv. Kříže v Doubravníku
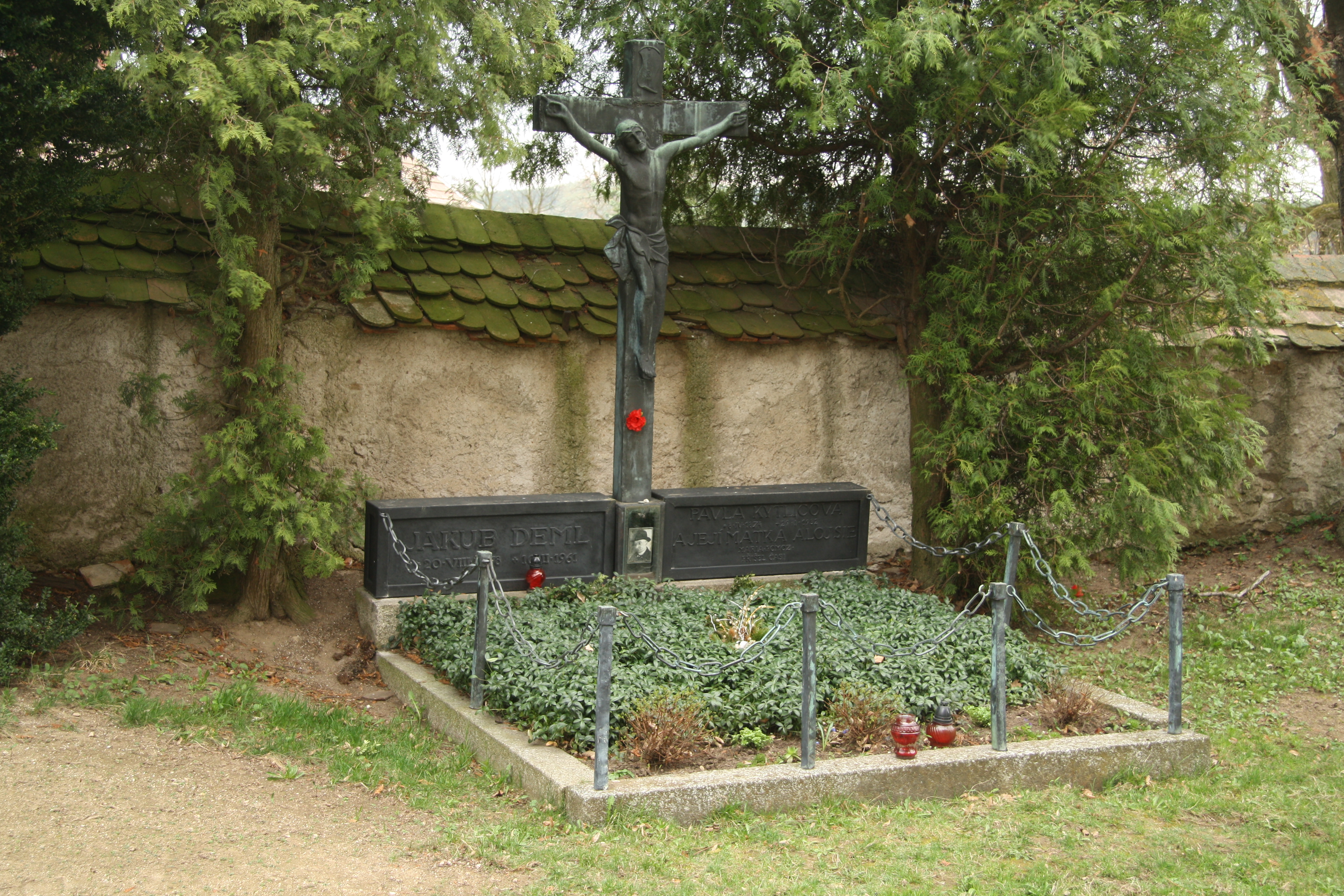
Hrob kněze a básníka Jakuba Demla v Tasově u Velkého Meziříčí